# Hải ly tấn công

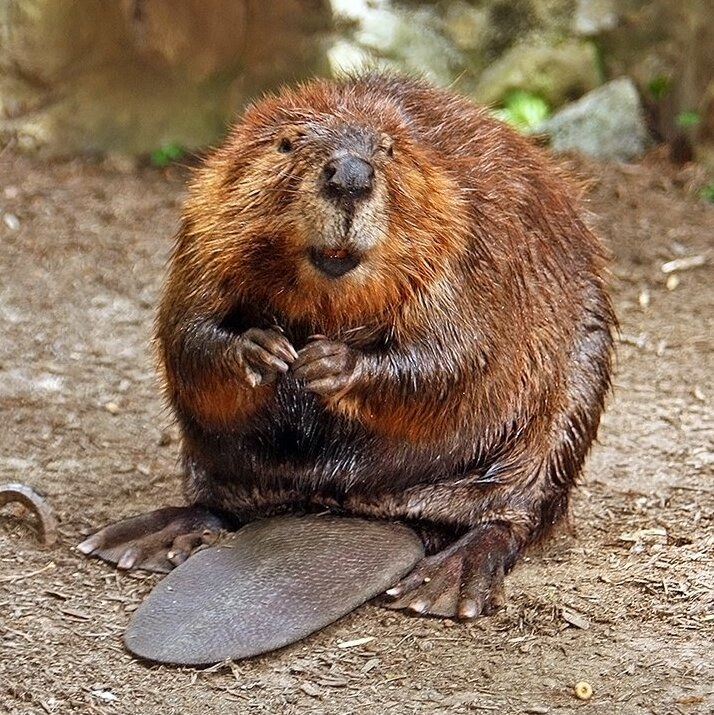
Một con Hải ly Bắc Mỹ

Sự tấn công của hải ly là một cuộc tấn công vào con người hoặc con vật nuôi trong nhà gây ra bởi những con hải ly. Các cuộc tấn công của hải ly tương đối hiếm gặp nhưng ngày càng được báo cáo thường xuyên hơn, bởi vì hiện nay việc con người xâm nhập và làm xáo trộn môi trường sống tự nhiên của những loài động vật này là phổ biến hơn.
Hải ly đã được biết đến là một loài động vật cực kỳ hung hăng trong việc bảo vệ lãnh thổ của chúng chống lại sự xâm lấn. Chúng có thể tấn công con người khi bị bệnh dại và "cũng có thể bị mất phương hướng vào ban ngày và tấn công vì sợ hãi". Các cuộc tấn công trên đất liền và trong môi trường nước đã được ghi nhận cho cả hải ly Á-Âu và hải ly Bắc Mỹ. Các răng cửa sắc nhọn của cả hai loài gây ra một mối nguy hiểm đặc biệt, vì chúng đủ dài để đi qua các chi và gây chảy máu đáng kể.
Ít nhất một cuộc tấn công của hải ly vào người được biết là gây tử vong: một ngư dân 60 tuổi ở Belarus đã chết năm 2013 sau khi một con hải ly cắn một động mạch ở chân. Vụ việc được giới truyền thông mô tả là "vụ tấn công của hải ly mới nhất đối với con người ở nước này", trong đó một quần thể hải ly đang phát triển đã dẫn đến sự tương tác mạnh mẽ với mọi người. Tuy nhiên, những người khác chỉ trích nạn nhân, cho rằng rằng anh ta có thể đã kích động cuộc tấn công của nó khi anh ta chộp lấy con hải ly trong nỗ lực chụp ảnh với nó.
Các cuộc tấn công không gây tử vong đối với con người đã bao gồm: một cuộc tấn công vào ống thở nước mặn ngoài khơi bờ biển Nova Scotia, điều bất thường là hải ly thường bị giới hạn ở vùng nước ngọt; việc hành hạ một phụ nữ lớn tuổi ở Virginia bởi một con hải ly hung dữ; một cuộc tấn công vào một thủ lĩnh Hướng đạo sinh ở Pennsylvania, sau đó các thành viên của đội Hướng đạo đã giết chết con vật dại bằng cách ném đá; và một cuộc tấn công vào một người đàn ông đang bơi ở sông Dobra, Croatia.
Các cuộc tấn công của hải ly cũng có thể gây tử vong cho động vật nuôi. Một con chó đã chết trong khi phẫu thuật sau khi bị hải ly cắn vào năm 2010 tại Đại học Lake ở Alaska, nơi một số cuộc tấn công vô cớ vào vật nuôi đã được ghi lại. Một con husky đã bị giết bởi một cuộc tấn công của hải ly ở Alberta, nơi cũng đã có một số cuộc tấn công không gây tử vong.